# 徳星寺 (古河市)
徳星寺（とくしょうじ）は、茨城県古河市横山町にある真言宗豊山派の寺院。正式には、龍見山舎那院極楽坊徳星寺（りゅうけんざん しゃないん ごくらくぼう とくしょうじ）という。古河公方ゆかりの寺院である。

## 歴史
『古河志』によれば、建治元年（1275年）、徳星丸が16歳のとき願主となり、古河城がある龍崎（立崎）に創建された。開山は醍醐山良賢上人である。徳星丸は源頼政の家臣・猪早太の曾孫であり、のちに剃髪して満海上人と称し、徳星寺第6世の住職となる。山号は徳星丸の祖母が高倉宮（以仁王）に仕えて、龍見殿と称したことに由来する。古河志には頼政祠の別当寺であったとも記されている。創建の地である立崎は下河辺氏により頼政が祀られていたため、のちの江戸時代に頼政神社となる頼政祠と徳星寺が並び建っていたことになる。
宝徳年間（1449年 - 1451年）には、古河城に移ってきた足利成氏ら歴代古河公方の祈願所となった。古河公方の御所となった中世古河城は、近世古河城の本丸付近であると考えられているので、徳星寺は御所から南側のごく近い位置になる。天正18年（1590年）、豊臣秀吉の古河城破却令に従って、足利義氏の娘・氏姫が市内鴻巣の古河公方館に移ると、徳星寺も鴻巣に移転して引き続き公方家の祈願所となった。
寛永7年（1630年）、氏姫の孫に当たる尊信が下野（栃木県）喜連川に移ったのち、寛文2年（1662年）、鴻巣から現在地に移転した。
現在も古河公方館跡地に隣接する地域に「徳星寺山」・「徳星寺前」・「徳星寺下」という小字名が残されている。
なお、古河の長谷寺（長谷観音）は末寺である。明治初期に廃され、のちに再興されたが、その間、市の文化財となっている十一面観世音菩薩立像は、本寺で保管されていた。

## 境内
入口近くには、万治4年（1661年）に建立された千手観音堂があり、毎月17日が縁日で開帳される。本堂横には八角形の大師堂もある。また、境内の中には四国八十八箇所の霊場の砂が安置してあり、各霊地のしるしを順に踏む「お砂踏み」を行うことで、八十八か所を全て巡拝したときと同じ御利益が受けられる。

## 古河七福神めぐり（弁財天）
弁財天が祀られており、「古河七福神めぐり」コースの一部になっている。

## 交通
- 鉄道
  - 東日本旅客鉄道（JR東日本）宇都宮線古河駅西口から徒歩12分（約1.0 km）、市内観光用無料レンタル自転車「コガッツ」利用可[12]
  - 東武日光線新古河駅東口から徒歩29分（約2.3 km）